# 咸荣海
咸荣海（1950年2月—1988年8月11日），男，山东安丘人，中国政治人物。曾任中共十一大代表，第六、七届全国人大代表。

## 生平
1968年8月参加工作，1976年加入中国共产党。历任济南第二机床厂铸造车间大炉工段值班工长、工段党支部书记、总工长、车间工会主席、车间副主任等职。多次被评为济南市机械系统先进生产者、工作者，济南市劳动模范、模范共产党员，济南市社会主义革命和建设积极分子等称号。1977年当选中国共产党第十一次全国代表大会代表。1982年8月被山东省人民政府授予山东省劳动模范称号。1983年当选为济南市人民代表大会代表、济南市人大常委会委员、第六届全国人民代表大会代表，中国共产党济南市第四届委员会委员。1988年当选为第七届全国人民代表大会代表。1988年8月11日病逝。